# Municipio de Lehigh (condado de Wayne)
El municipio de Lehigh (en inglés: Lehigh Township) es un municipio ubicado en el condado de Wayne en el estado estadounidense de Pensilvania. En el año 2000 tenía una población de 1,639 habitantes y una densidad poblacional de 51 personas por km².

## Geografía
El municipio de Lehigh se encuentra ubicado en las coordenadas 41°14′00″N 75°30′05″O / 41.23333, -75.50139.

## Demografía
Según la Oficina del Censo en 2000 los ingresos medios por hogar en la localidad eran de $35,302 y los ingresos medios por familia eran $41,071. Los hombres tenían unos ingresos medios de $33,750 frente a los $22,219 para las mujeres. La renta per cápita para la localidad era de $15,910. Alrededor del 10,7% de la población estaban por debajo del umbral de pobreza.